# Helene Knoop
Hélène Knoop (née le 26 novembre 1979 à Drøbak) est une peintre norvégienne qui vit et travaille à Oslo. Entre 1998 et 2000, elle est une l'élève et l'assistant à Reidar Finsrud, et de 2000 à 2003, elle est l'élève d'Odd Nerdrum.

## Biographie
Knoop appartient à un groupe de peintres figuratifs au royaume-Uni, qui s'appellent eux-mêmes "Les peintres kitschs", basé sur l'interprétation de la peinture et de la sculpture selon Odd Nerdum. Plusieurs des œuvres de knoop sont clairement influencées par les travaux d'Odd Nerdum, mais sa peinture se caractérise par ses références à la renaissance italienne et le baroque. Elle gère le site WorldWideKitsch avec un autre élève de Nerdum Jan-Ove Tuv, et a été l'un des principaux personnages derrière l'évènement du "Kitsch Biennalen."
Knoop a fait plusieurs expositions en solo, entre autres dans la Galerie Trafo en 2009 avec l'exposition "Les neuf souris" et dans le Trygve lie Galerie en 2007 avec l'exposition, "Deja vu". En outre, il existe une grande variété d'expositions de groupe, notamment avec Edsvik Konsthall 2009, Knapperud Konsthall 2009, à la Haus der Kunst à Munich, 2005, Solli Brug 2004 et Haugar Vestfold musée d'Art, 2002.